# کریستینا تکاچ
کریستینا تکاچ (لهستانی: Krystyna Tkacz؛ زادهٔ ۱۹ مارس ۱۹۴۷) بازیگر و صداپیشه اهل لهستان است.
از فیلم‌ها یا مجموعه‌های تلویزیونی که وی در آن‌ها نقش داشته است، می‌توان به فرصت دوباره، زنجیره احساسات، گا، گا، درود بر قهرمانان، حلقه و رز، رانندگان جایگزین، سال‌های شیرین، اجاره‌نشین‌ها، خانه کشیش، خیابان فرعی ۴، رنگ‌های خوشبختی، کلبه جنگلی، در خوشی و سختی و جهان به روایت خانواده کیپسکی اشاره نمود.